# Перко Војиновић
Перко Војиновић (Развршје, 22. јануар 1935) српски је историчар.
Основну школу завршио је у Жабљаку а гимназију у Пљевљима. Студије историје завршио је на Филозофском факултету у Београду (1957). После завршених студија више од деценије радио је као професор историје у гимназији у Јајцу. Године 1970. изабран је за професора опште историје новог вијека на Педагошкој академији у Бањој Луци.
У току 1976. године због вербалног делика и расправе о националном питању муслимана осуђен је на пет година робије коју је издржавао у Зеници. По изласку из затвора докторирао је тезом Врбаска бановина у политичком систему Краљевине Југославије 1979. године, на Филозофском факултету у Сарајеву. Са мањим прекидима радио је на Историјском институту у Титограду (1980 — 1992), када добровољно одлази у Републику Српску. За ванредног професора Историје Југославије на Филозофском факултету у Бањалуци изабран је 1994. године. Налази се на дужности шефа Одсјека за историју и латински језик на факултету.
Његова главна монографска дела су Јајце, град музеј револуције, Сарајево 1973; Црногорска интелигенција до 1918, Титоград 1988; Политичка и национална мисао црногорске интелигенције (1918-1941), Никшић 1989; Сељаштво у Црној Гори (1918-1941). Његова посебна научноистраживачка интересовања су српска интелигенција, културно-просветни и политички живот у Босанској Крајини, идеје о словенској узајамности и теме из новије црногорске историје.
Преминуо је 1. априла 2002. године у Бањој Луци.